# Crocota
Crocota là một chi bướm đêm thuộc họ Geometridae.

## Các loài
- Crocota niveata (Scopoli, 1763)
- Crocota ostrogovichi Caradja, 1930
- Crocota peletieraria (Duponchel, 1830)
- Crocota pseudotinctaria Leraut, 1999
- Crocota tinctaria (Hübner, 1799)